# Gadderås glasbruk
Gadderås glasbruk var ett glasbruk i Gadderås som var verksamt 1875–1967.
Gadderås glasbruk grundades av lantbrukaren Carl August Jonsson från Bäckebo. Ursprungligen tillverkades främst flaskor och buteljer. Ganska kort därefter drabbades dock glasbruket av lågkonjunktur och 1880 såldes anläggningen till Enok Borell i Nybro. Fem år senare, år 1885, sålde han bruket vidare till lantbrukaren Broman. Denne drev dock inte glasbruket själv utan arrenderade ut det. Gadderås glasbruk brann 18 mars 1887. Efter detta gick man över till fönsterglastillverkning. År 1897 såldes bruket vidare till ägarna av Svenska takpappfabriken i Malmö, Svend Gregers Bønnelycke och Anders Lauritz Thurøe (Bönnelyche & Thuröe). De ägde Gadderås glasbruk fram till 1923. 
År 1928 lades glasbruket ned och produktionen upphörde men startades på nytt 1932 av dess nye ägare Sigurd Ekenfors, nu för tillverkning av glödlampskolvar. Satsningen blev lyckad och verksamheten expanderade. År 1946 ombildades År 1960 sålde han Gadderås vidare till AB Flygfors Glasbruk och bruket kom från 1965 att ingå i Flygforsgruppen med Flygfors och Målerås glasbruk. Gadderås drabbades dock av glasbrukskrisen i slutet av 1960-talet och 1967 lades tillverkningen ned.